# Elisabet Delgado
Elisabet Delgado Cazorla (10 de junio de 1975) es una deportista española que compitió en taekwondo. Ganó tres medallas en el Campeonato Mundial de Taekwondo entre los años 1991 y 1997, y dos medallas en el Campeonato Europeo de Taekwondo en los años 1992 y 1994.

## Palmarés internacional
| Campeonato Mundial | Campeonato Mundial          | Campeonato Mundial | Campeonato Mundial |
| Año                | Lugar                       | Medalla            | Categoría          |
| ------------------ | --------------------------- | ------------------ | ------------------ |
| 1991               | Atenas (Grecia)             | Medalla de oro     | –43 kg             |
| 1993               | Nueva York (Estados Unidos) | Medalla de plata   | –51 kg             |
| 1997               | Hong Kong (China)           | Medalla de bronce  | –51 kg             |
| Campeonato Europeo |                             |                    |                    |
| Año                | Lugar                       | Medalla            | Categoría          |
| 1992               | Valencia (España)           | Medalla de oro     | –47 kg             |
| 1994               | Zagreb (Croacia)            | Medalla de oro     | –51 kg             |

## Premios, reconocimientos y distinciones
- Medalla de Plata de la Real Orden del Mérito Deportivo, otorgada por el Consejo Superior de Deportes (1994)[2]